# Sander van Gessel
Sander van Gessel (ur. 4 listopada 1976 w Leidschendam) – holenderski piłkarz występujący na pozycji obrońcy.

## Kariera piłkarska
Od 1995 do 2011 roku występował w FC Groningen, Heerenveen, NAC Breda, Sparta Rotterdam i JEF United Chiba.